# Manuel Rivas Barros
Manuel Rivas Barros (Montealto, la Corunya, 26 d'octubre de 1957) és un escriptor i periodista gallec. Estudià a l'IES de Monelos i des de fa molts anys viu a Vimianzo. Escriu llibres en gallec i articles periodístics en castellà. Ha escrit Que me queres amor? (1996), on inclou el relat «A lingua das bolboretas», en què es basà la pel·lícula La lengua de las mariposas.
Periodista des dels quinze anys, ha col·laborat en diversos mitjans de premsa, ràdio i televisió. En l'actualitat escriu al diari El País. El 1984, amb Remi Parmentier, Artemio Precioso, Benigno Varillas i Jordi Bigues va fundar Greenpeace Espanya, i va ocupar càrrecs directius en l'organització durant diversos anys. Compromès amb el seu país i la seva realitat durant la catàstrofe del Prestige, va participar en la creació de la plataforma ciutadana Nunca Máis. Està casat amb María Isabel López Mariño i té dos fills, un home i una dona. El fill, Martiño Rivas, és actor.

## Obra selecta

### Poesia
- Libro do Entroido (1980)
- Anisia e outras sombras (1981)
- Balada nas praias do Oeste (1985)
- Mohicania (1987)
- Ningún cisne (1989)
- Costa da Morte blues (1995)
- O pobo da noite (1997)
- Do descoñecido ao descoñecido (2003)
- Cuentos de un invierno (2005)
- Os libros arden mal (2006)
- Todo é silencio (2010). Edicións Xerais.
- O máis estraño. Contos reunidos(2011)
- As voces baixas(2012).

### Narrativa
- Un millón de vacas (1990)
- Os comedores de patacas (1992)
- En salvaxe compaña (1994)
- ¿Que me queres, amor? (1996); edició catalana: Què vols de mi, amor?, Proa, 1997
- Bala perdida (1997); edició catalana: Bala perduda, Alfaguara / Grup Promotor, 2005
- O lapis do carpinteiro (1998); edició catalana: El llapis del fuster, Proa, 1999; duta al cinema el 2003
- Ela, maldita alma (1999); edició catalana: Ella, maleïda ànima, Proa, 2000
- A man dos paíños (2001)
- As chamadas perdidas (2002)
- Os libros arden mal (2006); edició catalana: Els llibres fan de mal cremar, Edicions 62, 2006

### Teatre
- O heroe (2006)

### Assaig
- Galicia, el bonsai atlántico (1989)
- Toxos e flores (1992)
- El periodismo es un cuento (1997)
- Compostela, vanguardia y sosiego (2000); edició catalana: Santiago de Compostel·la: Patrimoni de la Humanitat, Grup Agbar / Unoediciones, 2002
- Galicia, Galicia (2001)
- Muller no baño (2003)
- Os Grouchos (2008)
- A corpo aberto (2008)
- Vicente Ferrer. Rumbo a las estrellas con dificultades, biografia (RBA, 2013)
- Contra todo isto: un manifesto rebelde (2018)
- Libro dos manifestos (Luzes, 2019)
- Zona a defender (2020)

## Premis
Entre els molts premis literaris i periodístics que ha rebut en destaquen els següents:
- Premi de la Crítica espanyola de narrativa gallega en tres edicions:

- 1989 per Un millón de vacas.
- 1998 per O lapis do carpinteiro.
- 2006 per Os libros arden mal.

- Premis Nacional de Narrativa i Torrente Ballester per ¿Que me queres, amor? (1996).
- Premi Xarmenta 2007 a la promoció de la llengua gallega al Bierzo.